# Waterbury (Vermont)
Waterbury ist eine Town im Washington County des Bundesstaates Vermont in den Vereinigten Staaten mit 5331 Einwohnern (laut Volkszählung von 2020).

## Geografie

### Geografische Lage
Das Gebiet liegt inmitten der Green Mountains und wird vom Winooski River durchflossen. Montpelier liegt 17 km südöstlich, Burlington 40 km nordwestlich des Gebietes. In der Town Waterbury sind drei Siedlungskerne zu finden: das Village Waterbury, Waterbury Center und Colbyville.

### Ausdehnung des Stadtgebiets
Die Hauptsiedlung in der Town Waterbury ist das im Süden am Winooski River liegende und mit eigenständigen Rechten versehene Village Waterbury. Im Village befindet sich auch die Siedlung Mills Village deren Kern genau wie der Ortskern von Waterbury Village im National Register of Historic places gelistet ist. Nördlich befindet sich im Zentrum der Town die Ansiedlung Waterbury Center.

### Nachbargemeinden
Alle Angaben als Luftlinien zwischen den offiziellen Koordinaten der Orte aus der Volkszählung 2010.
- Norden: Stowe, 6,5 km
- Nordosten: Worcester, 18,3 km
- Osten: Middlesex, 14,2 km
- Süden: Moretown, 8,8 km
- Südwesten: Duxbury, 8,0 km
- Westen: Bolton, 13,3 km

### Klima
|                       | Jan   | Feb   | Mär  | Apr  | Mai  | Jun   | Jul   | Aug   | Sep  | Okt   | Nov  | Dez  |   |         |
| Mittl. Tagesmax. (°C) | −2,9  | −0,9  | 4,1  | 11,9 | 18,9 | 23,7  | 25,8  | 24,8  | 20,2 | 13,2  | 6,3  | −0,4 | ⌀ | 12,1    |
| Mittl. Tagesmin. (°C) | −13,2 | −12,0 | −7,1 | −0,2 | 6,3  | 10,9  | 13,4  | 12,4  | 8,0  | 1,9   | −2,5 | −9,3 | ⌀ | 0,8     |
|                       |       |       |      |      |      |       |       |       |      |       |      |      |   |         |
| Niederschlag (mm)     | 73,7  | 68,6  | 78,7 | 83,8 | 94,0 | 106,7 | 101,6 | 111,8 | 99,1 | 101,6 | 94,0 | 78,7 | Σ | 1.092,3 |
|                       |       |       |      |      |      |       |       |       |      |       |      |      |   |         |
| Sonnenstunden (h/d)   | 9,9   | 11,0  | 12,5 | 14,0 | 15,4 | 16,1  | 15,7  | 14,5  | 13,0 | 11,4  | 10,1 | 9,5  | ⌀ | 12,8    |
|                       |       |       |      |      |      |       |       |       |      |       |      |      |   |         |
| Regentage (d)         | 15    | 12    | 13   | 13   | 13   | 13    | 13    | 14    | 12   | 13    | 15   | 16   | Σ | 162     |

| −13,2 |

| −12,0 |

| −7,1 |

| −0,2 |

| 6,3 |

| 10,9 |

| 13,4 |

| 12,4 |

| 8,0 |

| 1,9 |

| −2,5 |

| −9,3 |

| −13,2 |

| −12,0 |

| −7,1 |

| −0,2 |

| 6,3 |

| 10,9 |

| 13,4 |

| 12,4 |

| 8,0 |

| 1,9 |

| −2,5 |

| −9,3 |

Die mittlere Durchschnittstemperatur in Waterbury liegt zwischen −8,1 °C im Januar und 19,7 °C im Juli. Damit liegt der Ort im Bereich des langjährigen Temperaturmittels in Vermont. Die Schneefälle zwischen Oktober und Mai liegen mit bis zu sechs Metern etwa doppelt so hoch wie die mittlere Schneehöhe in den USA, die tägliche Sonnenscheindauer liegt am unteren Rand des Wertespektrums der USA.

## Geschichte
Die Town wurde am 7. Juni 1763 als Teil der New Hampshire Grants durch Gouverneur Benning Wentworth ausgerufen, aber erst ab 1784 dauerhaft besiedelt. Die erste Stadtversammlung, mit der die verwaltungstechnische Unabhängigkeit der Town festgestellt wurde, fand am 31. März 1790 statt. Waterbury wurde in erster Linie landwirtschaftlich genutzt, aber zwei größere Wasserläufe boten die Möglichkeit, auch Getreide- und Holzmühlen zu errichten. Daraus entwickelte sich rasch eine lokale Industrie, die zum Teil auch innovativ wirkte. So gründeten die Colby-Brüder, später wichtige Unternehmer Vermonts, hier ab 1856 in einer stillgelegten Schnapsbrennerei die erste Weidenrinden-Schälfabrik; Weide war für den Bau von Kisten und Körben damals eine unabdingbare Grundlage. Einen deutlichen Flächenzuwachs verzeichnete die Town Ende Oktober 1850, als ihr einige Flächen aus der benachbarten Town Middlesex zugeschlagen wurden, die damals neu zugeschnitten wurde.
Bereits 1849 war Waterbury über die Bahnstrecke Windsor–Burlington an das wachsende Schienennetz der Vereinigten Staaten angeschlossen, was aber durch die örtliche Industrie kaum genutzt wurde. Der Personenverkehr war dagegen erheblich. Im Jahr 1897 wurde der Bahnhof in Waterbury deswegen zusätzlich von einer Überlandstraßenbahn, der Straßenbahn Waterbury–Stowe, angefahren, die bis 1932 bestand. Der zunehmende Individualverkehr und die sinkenden Beförderungszahlen führten zu einer Vernachlässigung der Strecke, bis 1966 der Personenverkehr aus Sicherheitsgründen eingestellt wurde. Nach einer ersten Sanierung der Strecke war Waterbury zwischen 1977 und 1995 mit dem Expresszug The Montrealer mit der kanadischen Metropole Montreal verbunden. 1995 wurde diese Zugverbindung eingestellt und durch den Expresszug The Vermonter ersetzt, der seither die Gemeinde mit Washington verbindet.

### Religionen
Als Religionsgemeinschaften finden sich eine römisch-katholische, eine wesleyanische Gemeinde und eine Niederlassung der United Church of Christ; zudem gibt es zwei methodistische Kirchen.

### Einwohnerentwicklung
| Jahr      | 1700 | 1710 | 1720 | 1730 | 1740 | 1750 | 1760 | 1770 | 1780 | 1790 |
| --------- | ---- | ---- | ---- | ---- | ---- | ---- | ---- | ---- | ---- | ---- |
| Einwohner |      |      |      |      |      |      |      |      |      | 93   |
| Jahr      | 1800 | 1810 | 1820 | 1830 | 1840 | 1850 | 1860 | 1870 | 1880 | 1890 |
| Einwohner | 644  | 966  | 1269 | 1650 | 1192 | 2352 | 2198 | 2633 | 2297 | 2232 |
| Jahr      | 1900 | 1910 | 1920 | 1930 | 1940 | 1950 | 1960 | 1970 | 1980 | 1990 |
| Einwohner | 2810 | 3273 | 3542 | 4045 | 4118 | 4276 | 4303 | 4614 | 4465 | 4589 |
| Jahr      | 2000 | 2010 | 2020 | 2030 | 2040 | 2050 | 2060 | 2070 | 2080 | 2090 |
| Einwohner | 4915 | 5064 | 5331 |      |      |      |      |      |      |      |

## Wirtschaft und Infrastruktur
Die kommerzielle Grundlage des Ortes bildet heute der Tourismus. Waterbury dient als zentraler Standort für eine größere Zahl von Sommer- und besonders Wintersportzielen in einem Umkreis von 50 Kilometern. Zusätzlich sind zwei größere Firmen mit ihrem Hauptsitz hier angesiedelt: die auch in Europa vertretende Speiseeisproduktion Ben & Jerry’s sowie eine Kaffeerösterei, die Green Mounain Coffee Roasters.

### Verkehr
Die Interstate 89 liegt am Südrand der Town und stellt die wichtigste Verkehrsanbindung dar. Zusätzlich verkehrt auf der noch bestehenden Bahnstrecke Windsor–Burlington der Amtrak-Express The Vermonter.

### Öffentliche Einrichtungen
Neben den üblichen städtischen Einrichtungen und den Schulen findet sich in Waterbury eine öffentliche Bibliothek. Das nächstgelegene Krankenhaus, das Central Vermont Medical Center, findet sich in Berlin.

### Bildung
Waterbury gehört mit Duxbury, Fayston, Moretown, Waitsfield und Warren zur Washington West Supervisory Union.
In der Town werden alle Schulformen bis zur Highschool angeboten: die vierzügige, mit Kindergarten ausgestattete Thatcher Brook Primary School sowie die Crossett Brook Middle School. Eine öffentliche Bücherei komplettiert das Bildungsangebot.

## Persönlichkeiten

### Söhne und Töchter der Stadt
- Lucius Benedict Peck (1802–1866), Politiker und Abgeordneter im US-Repräsentantenhaus
- William P. Dillingham (1843–1923), Politiker und Gouverneur von Vermont
- Mason S. Stone (1859–1940), Politiker und Vizegouverneur von Vermont
- Wallace M. Greene junior (1907–2003), General im Zweiten Weltkrieg

### Persönlichkeiten, die vor Ort gewirkt haben
- Ezra Butler (1763–1838), Gouverneur Vermonts und Abgeordneter im US-Repräsentantenhaus; Rechtsanwalt in Waterbury
- Henry Fisk Janes (1792–1879), Politiker und Abgeordneter im US-Repräsentantenhaus; Stadtrat in Waterbury
- Porter H. Dale (1867–1933), Politiker und Abgeordneter Vermont in beiden Kammern des US-Senates; Lehrer in Waterbury
- Charles J. Adams (1917–2008), US-amerikanischer Jurist und Politiker, der Vermont Attorney General war